# Coppa delle Coppe 1975-1976 (pallamano maschile)
La Coppa delle Coppe 1975-1976 è stata la 1ª edizione della omonima competizione europea di pallamano riservata alle squadre di club. Il torneo ha avuto inizio il 14 novembre 1975 e si è concluso il 10 aprile 1976. Il titolo è stato conquistato dagli spagnoli del Granollers per la prima volta nella loro storia, sconfiggendo in finale i tedeschi del Minden.

## Risultati

### Ottavi di finale
| Squadra 1             | Totale  | Squadra 2        | Andata  | Ritorno |
| --------------------- | ------- | ---------------- | ------- | ------- |
| Bern Muri             | 46 - 45 | Stella Rossa     | 21 - 19 | 25 - 26 |
| Granollers            | 43 - 34 | Västra Frölunda  | 20 - 15 | 23 - 19 |
| EK82                  | 24 - 78 | Progrès Seraing  | 17 - 43 | 7 - 35  |
| Frederiksberg         | 47 - 35 | Sporting CP      | 25 - 14 | 22 - 21 |
| Oppsal                | 34 - 28 | Hafnarfjörður    | 19 - 11 | 15 - 17 |
| Paris Université Club | 31 - 27 | Hapoel Ramat Gan | 15 - 14 | 16 - 13 |
| Red Boys Differdange  | 30 - 55 | AHC 31           | 14 - 28 | 16 - 27 |
| UHC Salisburgo        | 28 - 47 | Minden           | 13 - 28 | 15 - 19 |

### Quarti di finale
| Squadra 1             | Totale  | Squadra 2  | Andata  | Ritorno |
| --------------------- | ------- | ---------- | ------- | ------- |
| AHC 31                | 42 - 49 | Granollers | 27 - 31 | 15 - 18 |
| Frederiksberg         | 30 - 41 | Minden     | 17 - 14 | 13 - 27 |
| Paris Université Club | 39 - 40 | Bern Muri  | 20 - 16 | 19 - 24 |
| Progrès Seraing       | 15 - 38 | Oppsal     | 9 - 11  | 6 - 27  |

### Semifinali
| Squadra 1 | Totale  | Squadra 2  | Andata  | Ritorno |
| --------- | ------- | ---------- | ------- | ------- |
| Bern Muri | 28 - 37 | Minden     | 13 - 15 | 15 - 22 |
| Oppsal    | 28 - 30 | Granollers | 13 - 15 | 15 - 15 |

### Finale
| Granollers 10 aprile 1976 | Granollers | 26 – 24 | Minden |  |